# Ferrari 488 GT3

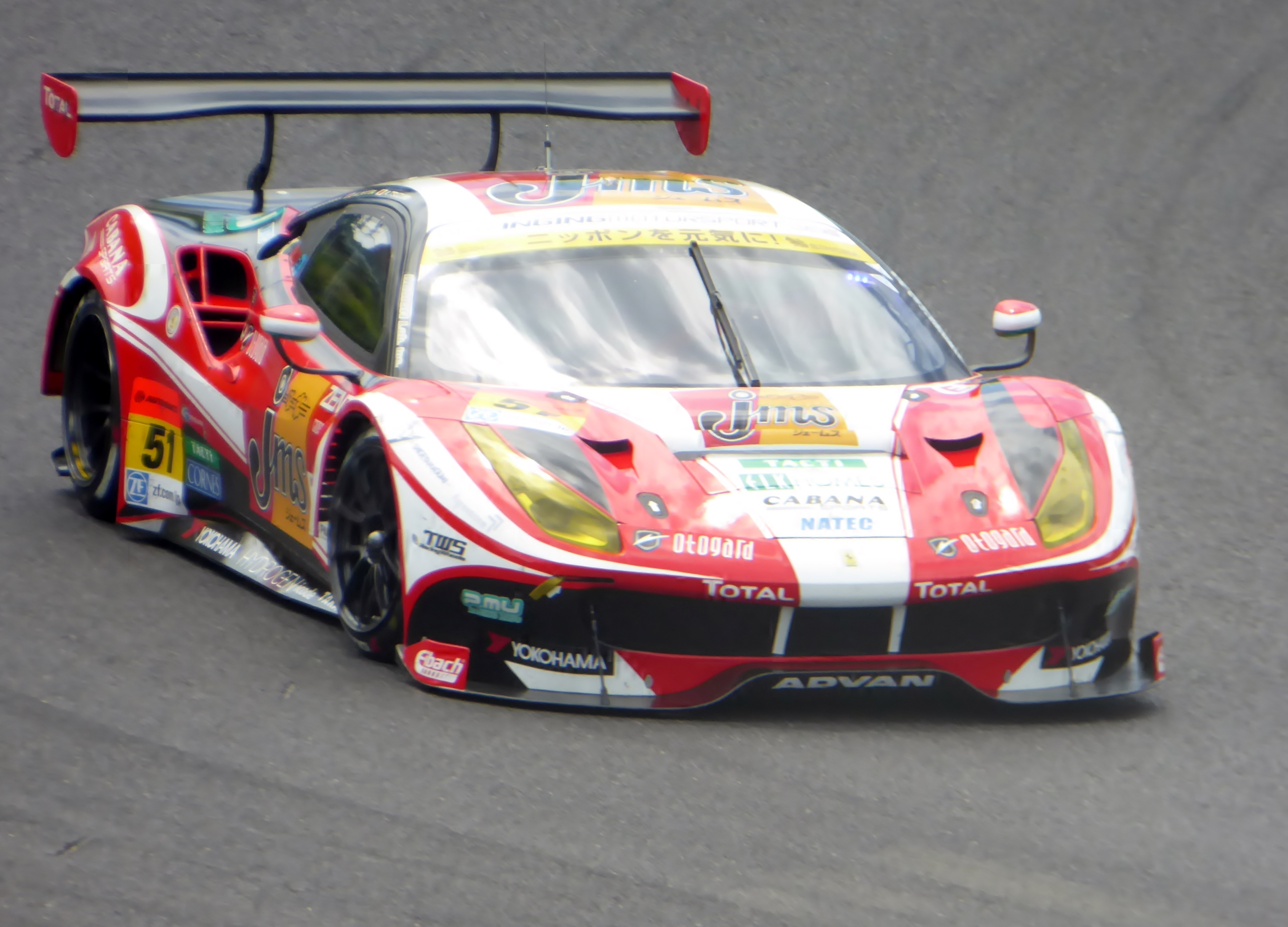
Ferrari 488 GT3 2016

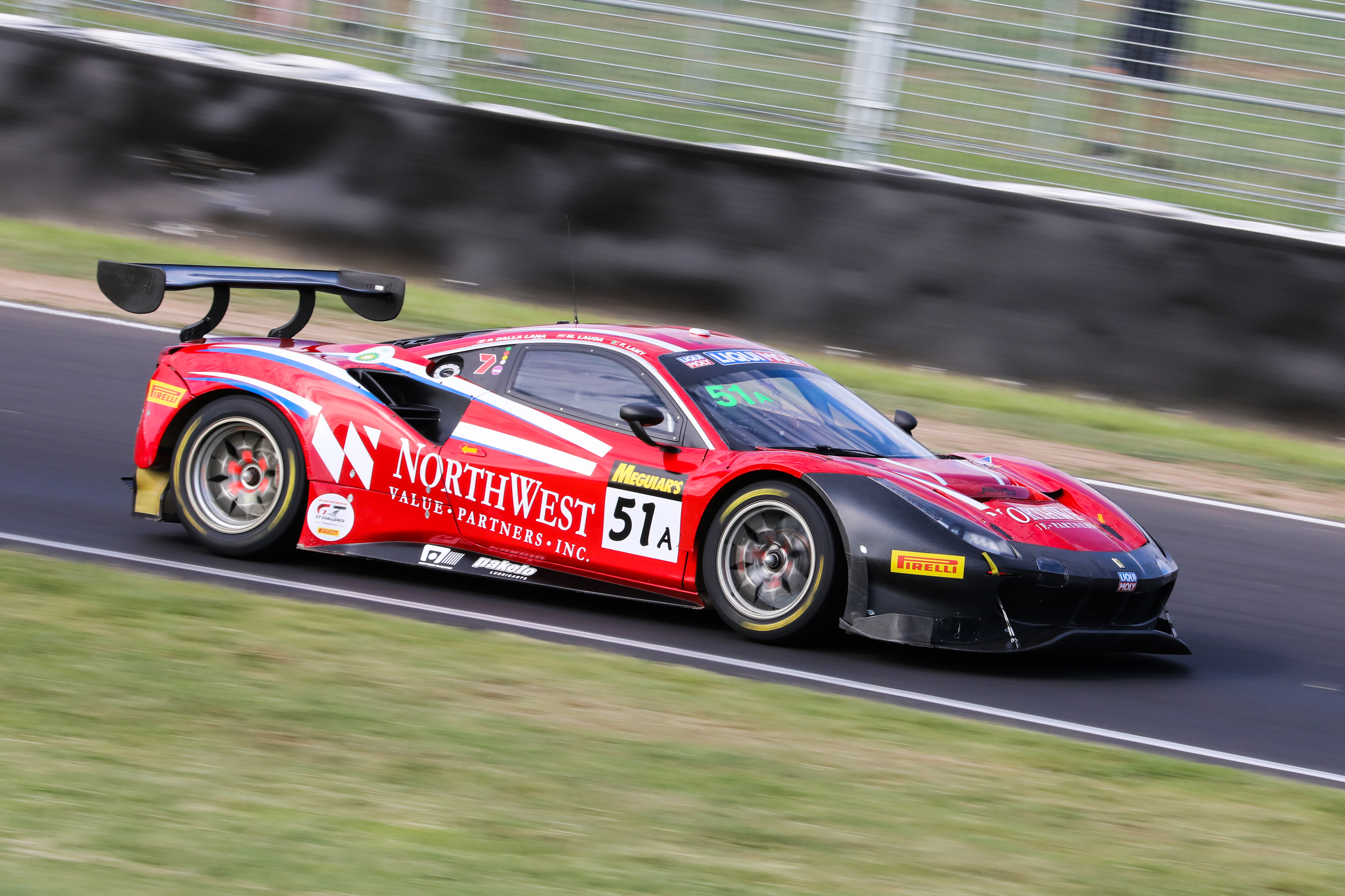
Ferrari 488 GT3 2019

Der Ferrari 488 GT3 ist ein Supersportwagen des italienischen Automobilherstellers Ferrari, der das Reglement der Gruppe GT3 der FIA erfüllt. Als Basis dient ihm der Ferrari 488. Mitte 2022 wurde der Ferrari 296 GT3 als Nachfolger vorgestellt.

## Fahrzeugkonzept
Durch den neuen 3,9-Liter-Biturbomotor der  404 kW (550 PS)  auf die Strecke bringt und den Saugmotor seines Vorgängers (Ferrari 458 GT3) ablöst, wird ihm eine hohe Reliabilität zugesprochen. Zusätzliche Verbesserungen, unter anderem eine Verlängerung des Radstands, sollen die Fahrtauglichkeit stark zum positiven beeinflussen. Verbesserungen die ihn schlussendlich zu einem der erfolgreichsten Autos in der GT3 Serie gemacht haben und dementsprechend auch zu einem der erfolgreichsten Modelle in der Geschichte von Ferrari.

## Fahrwerk
Das Setup des Fahrwerks unterscheidet sich im Wesentlichen nicht von der Straßenversion (Ferrari 488), jedoch wurden einige Verbesserungen an der Kinematik durchgeführt und es wurde so umgebaut, dass die Stoßdämpfer leichter zugänglich sind, um schnelle Änderungen des Setups zu ermöglichen und eine Anpassung an die Gegebenheiten der Rennstrecke sowie die Vorstellungen des Fahrers zu ermöglichen.

## Motorisierung
Der neue verbesserte Motor wird mit einem quereingebauten X-Track-Getriebe (Transaxlegetriebe auch kurz DQ genannt) gekoppelt, das über 6 Gänge verfügt. Im Vergleich zum Vorgänger, der noch über ein längs eingebautes Getriebe (DL) verfügte, soll damit eine verbesserte Manövrierbarkeit gewährleistet sein sowie die Möglichkeit, härtere Fahrwerkseinstellungen zu fahren.

## Sicherheitsausstattung
Das Auto verfügt über einen für die Rennstrecke optimierten Überrollkäfig, der den Regularien der FIA entspricht. Darüber hinaus wurden die vorderen und hinteren Knautschzonen so optimiert, dass sie bei einem Aufprall die größtmögliche Energie abfangen.

## Karosserie
Die Karosserie des GT3-Renners besteht ausschließlich aus Aluminium- und Kohlenstofffaserverbundwerkstoffen, um die erforderlichen Spezifikationen hinsichtlich Stabilität und Fahrbarkeit zu erfüllen, die für den Rennsport entscheidend sind.

## Aerodynamik
Das Standard-Straßenmodell 488 wurde durch ausgiebige Forschung im Windkanal verbessert, weshalb dem Fahrzeug ein großer Heckspoiler, Front-Splitter, Seitenflaps und ein neuer Heckdiffusor hinzugefügt wurden. Die Verbesserungen zielen darauf ab, die Leistung zu steigern, ohne gleichzeitig die Belastung der Reifen stark zu beeinflussen. Außerdem soll die Möglichkeit, nachträgliche Verbesserungen vorzunehmen, gewährleistet sein.

## Langlebigkeit
Da das Auto unter anderem bei 24-Stunden-Rennen eingesetzt wird, sind die gesamten Komponenten auf eine möglichst lange Lebensdauer abgestimmt und wurden dafür verschiedenen Tests unterzogen, die die Zuverlässigkeit zum Ziel haben. Das Ergebnis ist ein Auto, das außerhalb der typischen Verschleißteile minimale Wartung benötigt.

## Erfolge
Das Modell konnte in der seit 2016 vorhandenen Ausführung (488 GT3) sowie der 2020 Ferrari 488 GT3 Evo-Version 107 Meisterschaften, 407 gewonnene Rennen und 770 internationale Starts verzeichnen.

## Technische Spezifikationen
| Motor           |                                          |
| --------------- | ---------------------------------------- |
| Hubraum         | 3,9 Liter Biturbo V8 90° 404 kW (550 PS) |
| Max. Leistung   | 441 kW (600 PS) bei 7000rpm              |
| Max. Drehmoment | 700 Nm bei 6000rpm                       |

| Dimensionen |         |
| ----------- | ------- |
| Länge       | 4614 mm |
| Höhe        | 1090 mm |
| Radstand    | 2710 mm |
| Gewicht     | 1260 kg |

| Reifen |          |
| ------ | -------- |
| Hinten | 30/68/18 |
| Vorne  | 31/71/18 |

| Bremsen |             |
| ------- | ----------- |
| Vorne   | 390 x 35 mm |
| Hinten  | 332 x 32 mm |